# Camerernebeti II
Camerernebeti II foi uma antiga rainha egípcia da IV dinastia. Era filha de faraó Quéfren e rainha Camerernebeti I, e se casou com seu irmão Miquerinos que, junto com ele, teve um filho cujo nome era Cunré. Seria, portanto, a rainha e esposa principal do faraó, uma vez que apareceu com ele em um par de estátuas no templo do vale conectado à construção de sua pirâmide.
Nela, seus braços estão amorosamente em volta das costas de Miquerinos. O fato de ela ser tão alta quanto o rei mostra claramente seu status e importância. Ela pode estar enterrada no leste das três pirâmides ao sul da pirâmide de Miquerinos.
Uma adição posterior foi feita à tumba para o sepultamento do filho do rei, Sequenré. Foi sugerido que ele era filho ou neto de Camerernebeti II. Também é possível, no entanto, que seu enterro seja posterior e seja intrusivo.